# João Artur da Silva
João Artur da Silva é um artista e fotógrafo português que atualmente vive na Colúmbia Britânica, Canadá.

## Biografia
João Artur Cordeiro da Silva nasceu a 5 de outubro de 1928 no Monte Estoril, Portugal. É filho de Alfredo Lopes da Silva, empresário e de Georgina Cordeiro, a primeira escultora da Academia Nacional de Belas Artes. Cresceu em Cascais onde frequentou a escola privada internacional britânica St. Julian's School. Aos 18 anos, em vez de se juntar aos negócios do pai, João Artur começou a desenhar e pintar. No final da década de 1940, após participar em diversas exposições coletivas de arte em Lisboa, foi apresentado a Mário Cesariny, Cruzeiro Seixas e António Maria Lisboa do Grupo Surrealista de Lisboa (Os Surrealistas) por Mário-Henrique Leiria. Devido a estas ligações, a obra de João Artur foi exposta na 1ª Exposição Surrealista de Lisboa, em 1949. Continuou a expor com o Grupo Surrealista de Lisboa até 1953. Muitos dos artistas deste grupo eram abertamente críticos do regime de Salazar e a filiação de João Artur ao grupo dificultou a obtenção do passaporte até 1958. Quando finalmente conseguiu deixar o país, João Artur fixou residência no sudoeste de Manchester, numa propriedade em Wilmslow. Por lá, passou dois anos a trabalhar para uma exposição individual de esculturas e pinturas na Woodstock Gallery em Londres. Em Inglaterra, João Artur continuou a expor na Piccadilly Gallery de Londres, ao mesmo tempo que procurava novos meios artísticos, como os têxteis. Alguns dos seus designs, encomendados pela Hull Stafford Ltd, foram exibidos na exposição “Best Designs of 1960” no London Design Centre. No mesmo ano, várias pinturas e esculturas de João Artur foram expostas na reconhecida exposição Art Alive!.
Nesta época João Artur fez amizade com Errol Jackson, marido da sua co-expositora, a artista Jeanette Jackson. Errol Jackson, fotógrafo oficial da obra do escultor Henry Moore, ensinou João Artur a fotografar a sua própria arte, prática que ele seguiu.
Em 1978, e depois de vários anos a viver e a expor no exterior, João Artur volta para Portugal. Em 1981 realizou o seu primeiro 'Open Studio' em Lisboa onde montou uma retrospectiva do seu trabalho dos últimos 23 anos.
Em 2009, a sua escultura “O Prisioneiro, que é uma das duas obras suas na colecção permanente da Gulbenkian, foi exposta no Reino Unido e em Portugal no âmbito de uma colaboração entre a Tate Gallery, St. Ives e o Centro de Arte Moderna da Fundação Gulbenkian.
João Arthur mudou-se para a Colúmbia Britânica, Canadá, em 1991 tornando-se cidadão canadiano em 2012. Em 2023, aos 95 anos e depois de uma vida inteira a cuidar pessoalmente de cada detalhe da sua carreira, contratou o seu primeiro agente. Atualmente é representado exclusivamente pela Perve Galeria em Lisboa (pervegaleria.eu). Em abril de 2024, foi destaque na Art Vancouver Fair, a sua primeira exposição no Canadá.

## Estilo
João Artur iniciou a sua prática artística a trabalhar com óleos e guache . Durante o seu tempo em Inglaterra, começou a incorporar tinta à prova de água, o que lhe permitiu obter um efeito em camadas que lembrava vitrais . Essa técnica, que continuou a desenvolver ao longo da sua carreira, confere às suas pinturas uma estética geométrica.
A sua prática escultórica também evoluiu ao longo dos anos, começando com um foco na forma linear e na sua interação expressiva com o espaço. Na década de 70, essas formas tornaram-se mais arredondadas e reconhecidamente humanas, uma tendência que permaneceu consistente no seu trabalho daquele momento em diante. As formas humanas das esculturas posteriores de João Artur contrastam com as terras despovoadas e as paisagens urbanas das suas pinturas.
Embora João Artur tenha iniciado a sua carreira com os surrealistas de Lisboa, a sua estética já não se alinha com as técnicas surrealistas típicas. O próprio Cruzeiro Seixas admirou a sua aptidão técnica na mudança de formas docemente curvilíneas para formas angulares, quase agressivas. Em 1960, João Artur chamou à atenção do conceituado crítico de arte Eric Newton, que elogiou o escultor e pintor pelas suas obras bem construídas, "baseadas em triângulos de arestas vivas engenhosamente entrelaçados e dotados de harmonias agradavelmente variegadas e discretas... [cuja] estrutura matemática subjacente tem uma certa tensão"